# HEOS-1
HEOS-1 (Highly Eccentric Orbit Satellite) — европейский искусственный спутник Земли, запущенный 5 декабря 1968 года ракетой-носителем Дельта с космодрома Мыс Канаверал для изучения солнечного ветра и межпланетного магнитного поля.

## История

### Разработка
Спутник был разработан несколькими научными институтами под руководством европейской исследовательской организации ESRO. Основным подрядчиком спутника выступила немецкая компания Junkers. Также активную роль сыграли Flugzeug- und Motorenwerke из Германии, Lockheed Aircraft Germany, BAC из Великобритании, ETCA из Бельгии, Snecma из Франции.
Научную программу подготовили:
- Институт физики Общества Макса Планка
- Имперский колледж
- Миланский университет
- Университет Сапиенца
- Политехнический университет Бари

На ранних этапах спутник был также известен как HEOS-A

### Орбита
Для выполнения своих научных целей аппарату нужно было выйти на высокоэллиптическую орбиту с большой высотой апогея. Высота апогея была больше половины расстояния до Луны и составила 227 099 км. Кроме того, параметры орбиты были выбраны таким образом, чтобы спутник не входил в атмосферу Земли по крайней мере в течение года, несмотря на гравитационные возмущения от Луны и Солнца. При сближении с Землей спутник должен был пролетать через северное полушарие. Первые 90 дней спутник должен был пребывать в плоскости, перпендикулярной плоскости эклиптики. Это гарантировало, что спутник будет вне головной ударной волны не менее 24 часов за виток в течение первых трёх месяцев.  Стартовое окно было в конце 1968 — начале 1969 года.
Поскольку у ESRO не было ракеты-носителя необходимой мощности для вывода на высокоэллиптическую орбиту, запуск был осуществлён NASA. ESRO была первой иностранной организацией, которая заплатила NASA за установку и запуск, а HEOS-1 стал первым спутником, запущенным в рамках этой схемы.

### Полет
Первые 16 месяцев полет проходил в штатном режиме, потом стали появляться сбои. 18 марта 1969 года HEOS-1  выпустил контейнер с оксидом бария и меди.
С 1975 года проводились только эксперименты с исследованием магнитного поля, а телеметрия работала только на 50%.
28 октября 1975 года спутник вошел в атмосферу Земли и сгорел. 31 января 1972 года была запущена вторая версия спутника HEOS-2.

## Цели
Спутник HEOS-1 был разработан с целью изучения распределения энергии, направления, углового распределения протонов и электронов солнечного ветра и космических лучей в период ожидаемой высокой солнечной активности, измерения напряженности межпланетного магнитного поля.
Также в рамках миссии было выпущено ионное облако из оксида бария и меди для создания искусственной кометы,  чтобы отслеживать силовые линии магнитного поля

## Конструкция
Аппарат представлял собой 16-гранный многогранник, близкий к цилиндру диаметром около 130 см и высотой 70 см. Сверху он имел трёхногую стрелу, на которую крепились датчики магнитного поля и измерительные антенны. 70% боковой поверхности занимали кремниевые солнечные батареи. Вместе с серебряно-кадмиевым аккумулятором они обеспечивали электропитание мощностью 42 Вт для всех экспериментов. Верхняя поверхность и основание спутника были оснащены съёмными пластинами радиатора системы терморегулирования. Стабилизация положения аппарата достигалась за счёт гироскопического эффекта. Вращение спутника регулировалось с помощью системы двигателей ориентации,  работающих на сжатом газе. Два сопла были расположены в центральной части спутника.
Данные аппарата передавались на Землю на частотах от 136 до 138 МГц. Для передачи команд на борт использовалась частота 145,25 МГц.
Для улучшения качества измерений магнитного поля корпус был изготовлен с использованием минимального количества магнитных материалов. Он состоял преимущественно из магния, алюминия и титана. Жгуты проводов и электрические цепи были спроектированы так, чтобы уменьшить появления паразитных магнитных полей.
Общая масса спутника составила 108 кг, из них 25 кг полезной нагрузки.